# Haliclona ignobilis
Haliclona ignobilis är en svampdjursart som först beskrevs av Thiele 1905.  Haliclona ignobilis ingår i släktet Haliclona och familjen Chalinidae. Inga underarter finns listade i Catalogue of Life.